# Wolfgang Leber

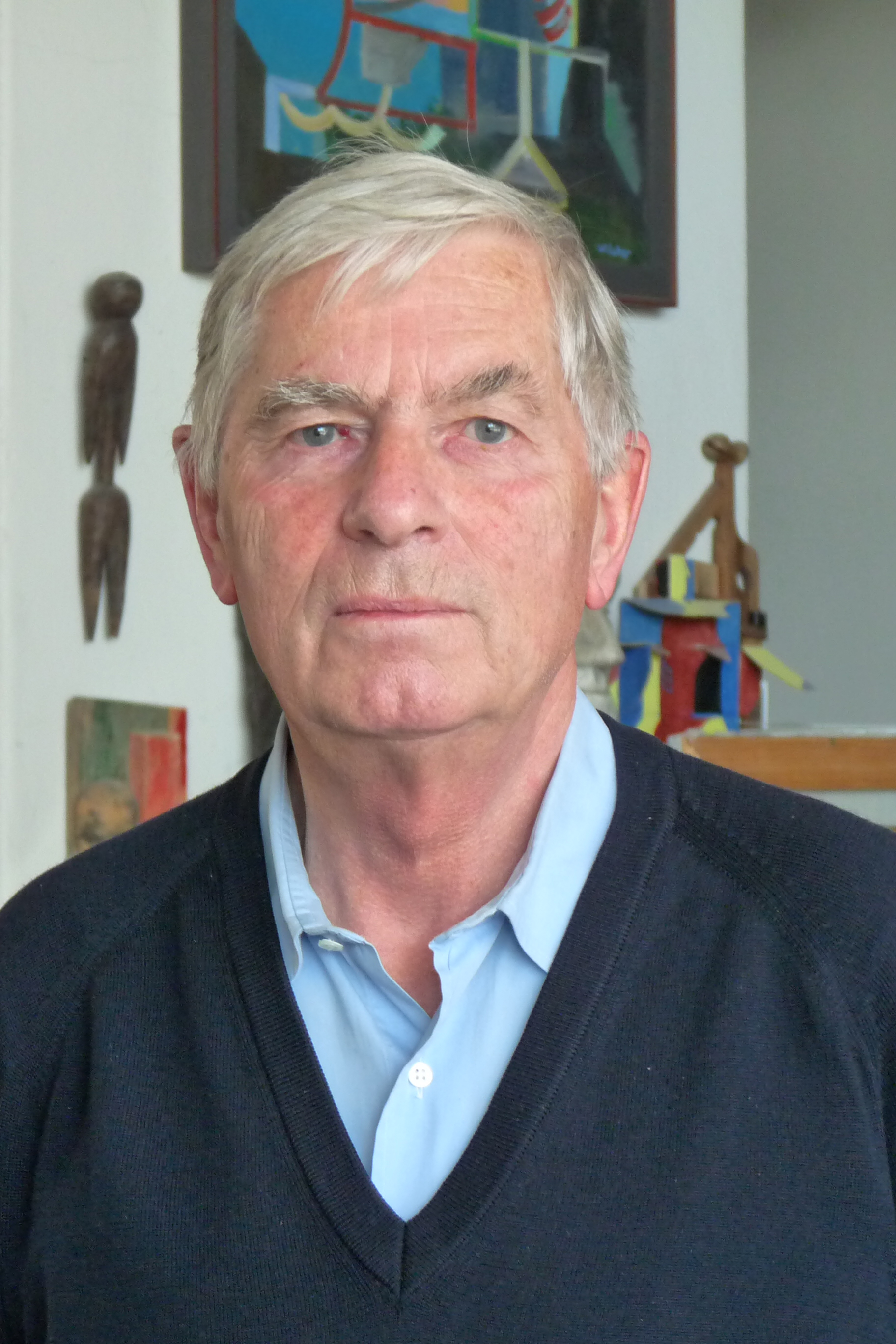
Wolfgang Leber, 2012

Wolfgang Leber (* 15. Februar 1936 in Berlin) ist ein deutscher Maler, Grafiker, Bildhauer und Hochschullehrer.

## Leben
Nach ersten künstlerischen Versuchen und Teilnahme an Abendkursen wurde eine Bewerbung Wolfgang Lebers an der Kunsthochschule Berlin-Weißensee zunächst abgelehnt. Daher begann er 1957 ein Studium in der Grafikklasse der Meisterschule für das Kunsthandwerk Berlin-Charlottenburg bei Heinz Weißbrich und Günter Scherbarth und 1961 an der Hochschule für bildende Künste, das er nach dem Bau der Berliner Mauer abbrechen musste. Von 1962 bis 1964 arbeitete Wolfgang Leber als Grafiker an der Volksbühne Berlin. 1964 begann das graphische Werk. Nach ersten plastischen Arbeiten, die von 1966 bis 1968 entstanden, nahm er 1999 sein plastisches Werk wieder auf. Seit 1965 ist er freiberuflich tätig.
1970 gründete Wolfgang Leber das Werkstudios Grafik am Berliner Kulturhaus Prater und leitete dieses bis 1995. 1973 war er im selben Haus Initiator der Galerie am Prater, die vielen jungen Künstlern eine erste Plattform bot. 1990 gründete er zusammen mit anderen Berliner Künstlern die Künstlernititiative Maisalon, die im selben Jahr eine erste Ausstellung im Thaer-Saal der Humboldt-Universität organisierte.
Seine Lehrtätigkeit umfasst 1974 bis 1978 eine Dozentur an der Fachschule für Werbung und Gestaltung Berlin und 1990 bis 1993 an der Kunsthochschule Berlin-Weißensee, wo er 1998/99 auch eine Gastprofessur innehatte. 1993 unterrichtete Wolfgang Leber an der Technischen Hochschule Berlin, Fachbereich Architektur und 1996 im Rahmen eines Lehrauftrages an der Universität Greifswald.
1981 wurde ihm der Berlin-Preis zur Förderung des sozialistischen Gegenwartsschaffens verliehen. Wolfgang Leber lebt und arbeitet in Berlin. Seine Lebensgefährtin ist die Modedesignerin Marlene Gaßmann.

## Museen und öffentliche Sammlungen mit Werken Lebers (unvollständig)
- Altenburg/Thür.: Lindenau-Museum
- Berlin: Nationalgalerie[3]
- Berlin: Kupferstichkabinett
- Berlin: Berlinische Galerie[4]
- Berlin: Artothek des Deutschen Bundestags
- Berlin: Kunstbibliothek
- Berlin: Kunstsammlung Pankow[5]
- Dresden: Kupferstichkabinett[6]
- Gera: Otto-Dix-Haus
- Leipzig: Museum der bildenden Künste
- Nürnberg: Germanisches Nationalmuseum
- Stendal: Winckelmann-Museum[5]

## Werke (Auswahl)

### Tafelbilder (Auswahl)
- Der Träumer (Acryl auf Leinwand, 90 × 75,5 cm, 1977; Nationalgalerie Berlin)[7]

- Figuren vor einem Eingang (Acryl auf Leinwand, 100 × 80 cm, 1977; Nationalgalerie Berlin)[8]

### Druckgrafik (Auswahl)
- Gasometer vom Prenzlauer Berg (Holzschnitt auf Japanpapier, 23 × 29,8 cm, 1978; Berlinische Galerie)

- Die geteilte Stadt (Lithografie auf Kupferdruckkarton, 37,6 × 50 cm, 1982; Berlinische Galerie)

- Berliner Hof / Schönhauser Allee (Zinkografie auf Papier, 41 × 29,6 cm, 1983; Berlinische Galerie)

- In der Kaufhalle (Lithografie, 29 × 37 cm, 2020; Kupferstichkabinett Dresden)[9]

- Drei Passanten vor hellem Haus (Farb-Lithografie, 28,5 × 39 cm; Kupferstichkabinett Dresden)[10]

- Brückenbogen in der Diagonale (Lithografie, 25 × 32 cm, 2022; Kupferstichkabinett Dresden)[11]

## Einzelausstellungen (Auswahl)
- 1973 Galerie am Prater, Berlin
- 1976 Galerie im Turm, Berlin (erste Ausstellung mit Malerei)
- 1977 Greifengalerie, Greifswald
- 1979 Galerie Mitte, Berlin
- 1981 Galerie Arkade, Berlin
- 1982 Leonhardi-Museum, Dresden
- 1983 Galerie im Alten Museum, Berlin
- 1984 Galerie Unter den Linden, Berlin – umfangreiche Ausstellung des druckgraphischen Werkes 1964–1984
- 1985 Galerie Junge Kunst, Frankfurt (Oder)
- 1986 Galerie Mitte, Berlin
- 1990 Galerie Rotunde, Berlin
- 1992 Akademie der Künste (Berlin), Galerie am Pariser Platz
- 1992 Galleria eco d’arte moderna, Florenz
- 1993 Galerie Sophien-Edition, Berlin
- 1994 Galerie im Brecht-Haus, Berlin-Weißensee
- 1995 Galerie LEO.COPPI, Berlin
- 1996 Galerie Mitte, Berlin und  Museum Junge Kunst, Frankfurt (Oder)
- 1997 Galerie Netuschil, Darmstadt
- 1999 Kunstverein, Halle
- 2000 Stiftung Burg Kniphausen, Wilhelmshaven
- 2000 Galerie Parterre, Berlin – umfangreiche Ausstellung des lithographischen Werkes
- 2001 Kulturhistorisches Museum Stralsund – Erste Werkausstellung
- 2003 Galerie Pohl, Berlin
- 2004 Galerie Berlin, Berlin
- 2005 Galerie im Turm, Berlin
- 2007 Galerie Döbele, Würzburg und Galerie Finkbein, Dresden
- 2009 Galerie der Moderne, Berlin
- 2010 Galerie MLS, Bordeaux
- 2011 Galerie Forum Amalienpark, Berlin
- 2012 Kunstverein Bensheim und Galerie der Berliner Graphikpresse, Berlin
- 2013 Galerie Bernau, Bernau (zusammen mit Marlene Gaßmann)
- 2014 Galerie im Schweigenberg, Freyburg
- 2014 Galerie der Moderne, Berlin
- 2016 Märkisches Museum, Berlin[12]
- 2020 Galerie der Berliner Graphikpresse, Berlin (Malerei und Steindrucke aus der Werkstatt Klaus Wilfert)

Seit 1964 hatte er zahlreiche Ausstellungen und Beteiligungen auf Kunstmessen, in Galerien und Museen.

## Zitat
„Bereits nach wenigen Jahren seines Selbstfindungsprozesses hatte er zum existenziell gefassten Thema »Raum und Figur« ein Gestaltungsspektrum geschaffen, das sowohl seiner Emotionalität als auch seinem künstlerischen Temperament adäquat ist. Diese Affinität fand er vor allem in der Kunst der großen französischen Koloristen des 19. und vor allem 20. Jahrhunderts. Ein luxuriöses Farbraffinement ebenso wie heitere Unbeschwertheit und das Verlangen nach Harmonie prägen so auch seine Arbeiten. Als den Dialog zwischen Poesie und Prosa könnte man das Schaffen dieses Künstlers bezeichnen, bei dem die Thematik dem Einsatz der Mittel gegenübergestellt wird. Dabei ist es nicht das synthetische Sehen, sondern der analytische Blick, mit dem er das für ihn Wesentliche zu gestalten sucht. Wichtig ist dabei für ihn nicht der Gegenstand als solcher, sondern es sind für ihn die Linien, Formen und Farben und ihre Beziehung zueinander, aus denen sich der Bildorganismus zusammenfügt.“